# Enzo Siciliano
Enzo Siciliano (27 mei 1934 - 9 juni 2006) was een Italiaans schrijver, scriptschrijver, literair criticus en intellectueel. 
Siciliano is in 1934 geboren in Rome. Hij werkte samen met Alberto Moravia, Pier Paolo Pasolini, Elsa Morante en vele andere schrijvers uit de jaren vijftig en zestig. 
Van 1996 tot en met 1998 was hij president van de RAI, de Italiaanse staatstelevisie.
Enzo Siciliano stierf op 9 juni 2006 aan de gevolgen van diabetes. Hij werd 72 jaar.

## Werken

### Novelles
- La principessa e l’antiquario (1980)
- Carta blu (1992)
- I bei momenti (1997, Premio Strega)
- Non entrare nel campo degli orfani (2002)

### Theaterstukken
- La casa scoppiata (1986)
- La vittima (1987)

### Kritische stukken
- Prima della poesia (1965)
- Autobiografia letteraria (1970)
- Vita di Pasolini (1978)
- Letteratura italiana ("Italiaanse Literatuur", 3 delen, 1986-1988)